# ریکاردو کالافیوری
ریکاردو کالافیوری (ایتالیایی: Riccardo Calafiori؛ زادهٔ ۱۹ مهٔ ۲۰۰۲) بازیکن فوتبال اهل کشور ایتالیا است که در پست مدافع چپ برای باشگاه فوتبال آرسنال بازی می‌کند.

## دوران باشگاهی

### رم
کالافیوری که محصول جوانان رم است، اولین قرارداد خود را در ۱۶ ژوئن ۲۰۱۸ با آنها امضا کرد. کالافیوری در ۲ اکتبر ۲۰۱۸ از ناحیه زانوی خود تقریباً به پایان دوران حرفه ای خود آسیب دید. در پیروزی ۳–۱ خارج از خانه مقابل یوونتوس در ۱ اوت ۲۰۲۰؛ او در جریان بازی یک پنالتی را به دست آورد که توسط هم تیمی دیگو پروتی با موفقیت به گل تبدیل شد و همچنین با یک ضربه از راه دور در پی یک کرنر گلزنی کرد که البته چون توپ قبلاً از بازی خارج شده بود مردود شد.
فصل بعد، در ۳ دسامبر ۲۰۲۰، کالافیوری توسط پائولو فونسکا، مربی رم، به عنوان جانشین لئوناردو اسپیناتزولا به زمین آمد و اولین گل حرفه ای خود را در پیروزی خانگی رم مقابل یانگ بویز در لیگ اروپای اروپا به ثمر رساند.
در ۱۴ ژانویه ۲۰۲۲، کالافیوری به صورت قرضی به جنوا پیوست.

### بازل
در ۳۰ آگوست ۲۰۲۲، رم اعلام کرد که کالافیوری با قراردادی دائمی به بازل پیوسته است. کالافیوری قراردادی ۳ ساله با بازل امضا کرد. او به تیم اصلی بازل برای فصل ۲۰۲۲–۲۳ تحت هدایت الکساندر فری پیوست. کالافیوری اولین بازی خود در لیگ داخلی را برای باشگاه جدیدش در بازی خارج از خانه در کورناردو در ۹ اکتبر ۲۰۲۲ انجام داد، زیرا بازل با نتیجه ۱–۰ از لوگانو شکست خورد.

### بولونیا

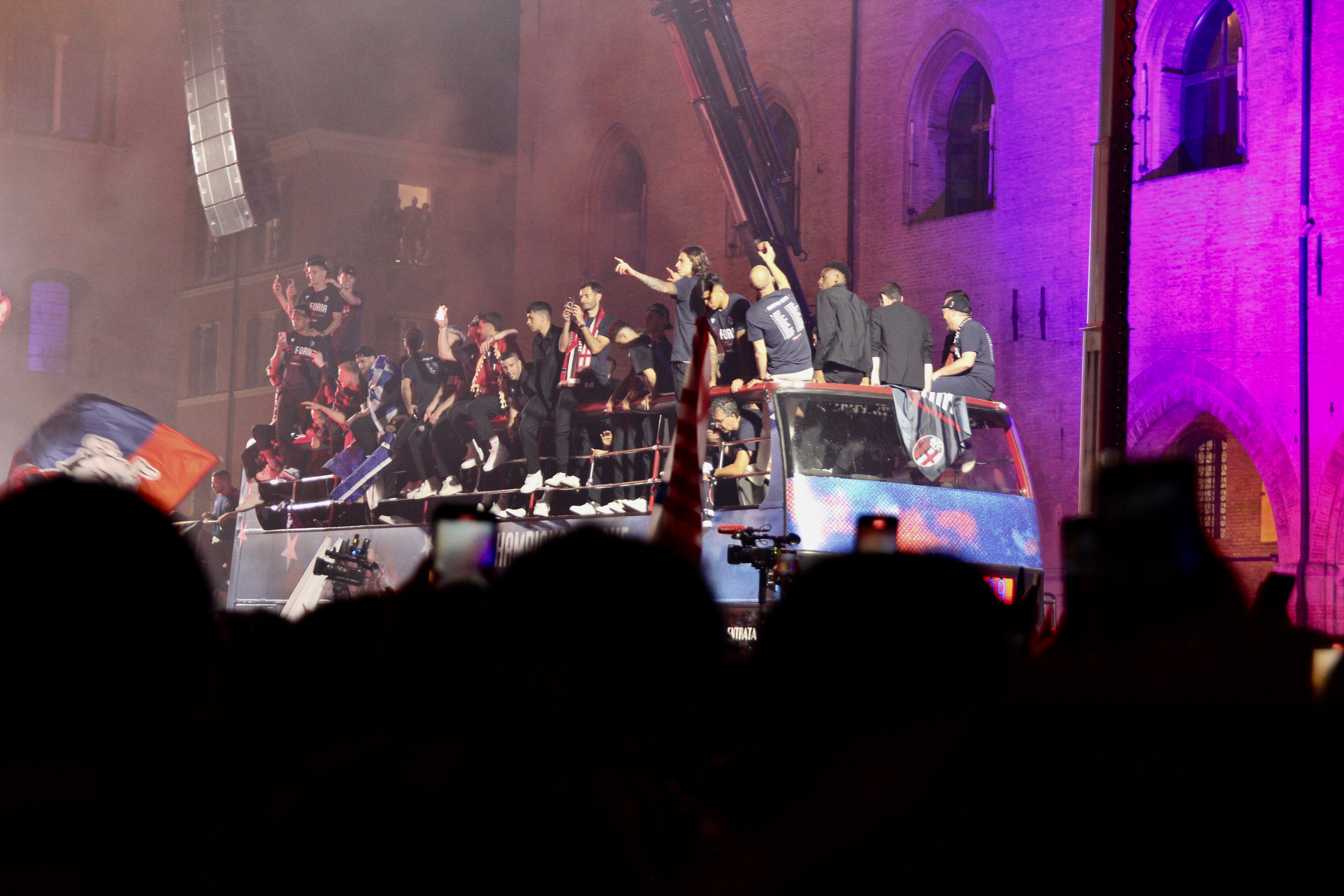
جشن راهیابی بولونیا به لیگ قهرمانان اروپا.

در ۳۱ آگوست ۲۰۲۳، کالافیوری به سری آبازگشت و با بولونیا قرارداد امضا کرد. تحت سرمربیگری تیاگو موتا، او به یک نقش مدافع میانی تبدیل شد و در آنجا به عنوان یکی از بهترین بازیکنان لیگ ظاهر شد. در ۲۰ مه ۲۰۲۴، او اولین گل خود را در سری آ با زدن یک گل در تساوی ۳–۳ مقابل یوونتوس به ثمر رساند، در حالی که بولونیا سه گل سریع پس از تعویض او در دقیقه ۷۵ دریافت کرد. در طول فصل، او به بولونیا کمک کرد تا برای اولین بار از فصل ۱۹۶۴–۱۹۶۵ به لیگ قهرمانان اروپا راه پیدا کند، و از حضور در ۵ تیم برتر سری آ اطمینان حاصل کرد.
حرفه بین‌المللی
در ۳ سپتامبر ۲۰۲۱، کالافیوری اولین بازی خود را با تیم زیر ۲۱ سال ایتالیا انجام داد و در بازی مقدماتی مقابل لوکزامبورگ که ایتالیا ۳–۰ برنده شد، به عنوان بازیکن تعویضی بازی کرد.
در ۲۳ مه ۲۰۲۴، او اولین دعوت رسمی خود را به تیم ملی بزرگسالان ایتالیا دریافت کرد و توسط مدیر لوچیانو اسپالتی در ترکیب اولیه برای یورو ۲۰۲۴ قرار گرفت. او اولین بازی خود را برای تیم بزرگسالان در ۴ ژوئن انجام داد و در دقیقه ۸۵ بازی دوستانه ۰–۰ مقابل ترکیه در بولونیا به عنوان بازیکن تعویضی به جای فدریکو دیمارکو وارد زمین شد.
کالفیوری که متعاقباً در ترکیب نهایی برای یورو ۲۰۲۴ تأیید شد، اولین بازی رقابتی خود را در ۱۵ ژوئن انجام داد و در مرحله گروهی با پیروزی ۲–۱ مقابل آلبانی شروع کرد. در ۲۲ سال و ۲۷ روز، او به دومین جوان ایتالیایی تبدیل شد که در مسابقات قهرمانی اروپا بازی می‌کند، تنها پس از پائولو مالدینی. او یک گل به خودی در شکست ۱–۰ ایتالیا مقابل اسپانیا در دومین بازی خود به ثمر رساند. در آخرین بازی مرحله گروهی آنها مقابل کرواسی، او در تساوی ۱–۱ به ماتیا زاکانی کمک کرد تا در وقت‌های تلف شده به تساوی برسد که ایتالیا را با کسب مقام دوم به مرحله یک‌هشتم نهایی رساند. با این حال، او همچنین در طول بازی یک کارت زرد دریافت کرد که او را از بازی دور دوم ایتالیا محروم کرد.
سبک بازی:
که یک مدافع چپ پا بود، بازی را به عنوان یک دفاع چپ یا دفاع چپ شروع کرد، قبل از اینکه در دوران حضورش در بولونیا، تحت هدایت تیاگو موتا، به دلیل توانایی او در شروع حمله، به پست دفاع میانی منتقل شد. از پشت با پاس‌های خود بازی می‌کند و خود را به عنوان یکی از بهترین مدافعان سری آ در فصل ۲۰۲۳–۲۴ معرفی می‌کند. او از نظر تاکتیکی قادر به بازی در پشت سه یا دفاع چهار است و به دلیل پیش‌بینی و همچنین سبک تهاجمی و بدنی اش در هنگام تحت فشار قرار دادن حریفان مشهور است. او که بازیکنی سریع و قدرتمند است، عمدتاً به دلیل تکنیک و مهارتش در تیراندازی از راه دور مورد ستایش قرار گرفته است، در حالی که به دلیل توانایی حمل توپ نیز شناخته شده است. قد او در دوئل‌های هوایی نیز مؤثر است. به عنوان یک مدافع کناری، او می‌توانست به جلو برود تا از روی خط دفاعی سانترها را ارسال کند، یا با ریکاوری‌های سریع خود به تیمش در دفاع کمک کند.
او که به عنوان یکی از آینده دارترین استعدادهای ایتالیایی نسل خود در نظر گرفته می‌شود، در سال ۲۰۱۹ در فهرست نسل بعدی گاردین از ۶۰ بهترین استعدادهای جوان در فوتبال جهان قرار گرفت، قبل از اینکه در سال ۲۰۲۱ به عنوان یکی از «۵۰ استعدادهای آینده» یوفا معرفی شود. .